# Sitobion krahi
Sitobion krahi är en insektsart. Sitobion krahi ingår i släktet Sitobion och familjen långrörsbladlöss. Inga underarter finns listade i Catalogue of Life.